# Nachahmerprodukt

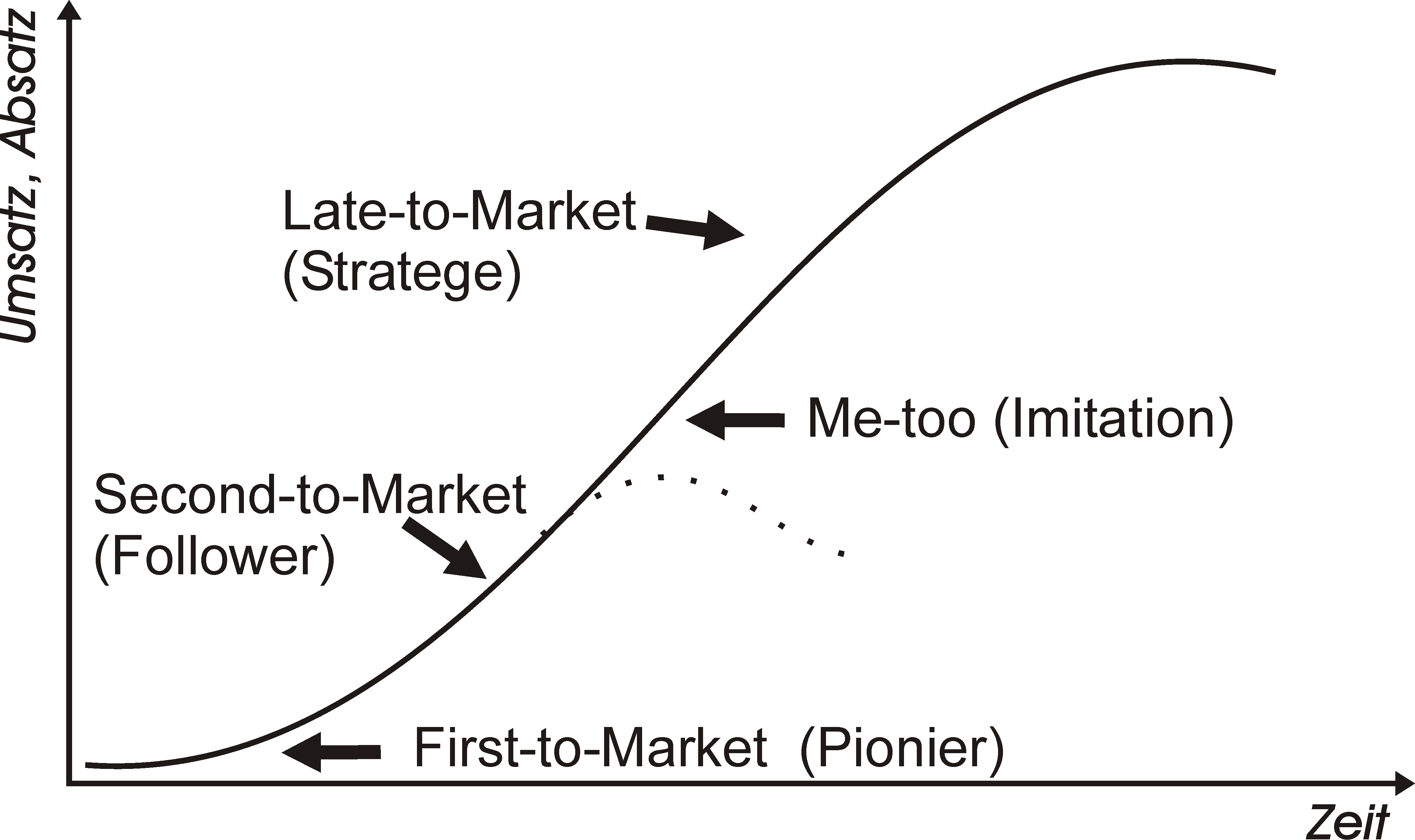
Me-too im Produktlebenszyklus

Unter einem Nachahmerprodukt (auch Me-too-Produkt, von engl. me too ‚ich auch‘) versteht man in der Betriebswirtschaftslehre und im Marketing Produkte, die einem meist innovativen Original-Produkt in vielen Eigenschaften und Funktionalitäten gleichen und bei Erfolg des Erstanbieters – möglichst kurz darauf – auf den Markt kommen.

## Allgemeines
Das Original ist oft Marktführer oder hat als Marktpionier diesen Markt erst geschaffen. Nachahmerprodukte von sogenannten Marktfolgern sprechen dieselbe oder eine ähnliche Zielgruppe an, den auch das Original bedient, stellen jedoch juristisch kein Plagiat dar (im Gegensatz zur Produktpiraterie). Allgemein typisch sind auch ähnlich aussehende Verpackungen bzw. Titelbilder und leicht geänderte Schreibweisen, so dass diese Produkte bei mangelnder Aufmerksamkeit beim Kauf durchaus für das Original gehalten werden können.
Wird der Markt regelmäßig und gezielt beobachtet, um bei Gelegenheit interessante Produktinnovationen zu kopieren, spricht man auch von einer Me-Too-Strategie (im Gegensatz zur Innovationsstrategie).

## Beispiele und Anwendungsgebiete
Im Arzneimittelmarkt wird bei Nachahmerprodukten zwischen Generika, die identische, nicht mehr patentgeschützte Wirkstoffe enthalten, und Analogpräparaten, die sich im Vergleich zum Originalpräparat in der Wirkstoffstruktur unterscheiden, ohne aber einen relevanten Unterschied zu eingeführten Präparaten zu zeigen, unterschieden.
In der Fernsehproduktion spricht man von Me-too-Formaten. Häufig imitieren deutsche bzw. österreichische Produktionsfirmen US-amerikanische Formate (z. B. Sex and the City – Alles außer Sex; oder aber Die Simpsons verglichen mit Family Guy). So belebte die RTL-Sendung Wer wird Millionär? das Quiz im deutschen Fernsehen neu, weshalb wenig später in der ARD Das Quiz mit Jörg Pilawa, konzeptuell ähnlich, auf Sendung ging. Die Sendung Bauer sucht Frau heißt in der Schweiz Bauer, ledig, sucht…, um einem Namenskonflikt auszuweichen.
In der Lebensmittelindustrie gibt es Ersatzlebensmittel, die auf einer gewissen Imitation basieren (beispielsweise Muckefuck als Kaffee-Ersatz ohne Koffein, meist aus Getreide). Im Discounter finden sich oftmals sogenannte No-Name-Produkte. In der ehemaligen DDR wurde als Substitutionsgut für die nicht lizenzierbare Coca-Cola ab April 1967 die Club-Cola angeboten.

### Namensgebung und Erscheinungsbild
Bei den Namen für Nachahmerprodukte wird oft darauf geachtet, dem Namen oder des Erscheinungsbildes des Originals nahe zu kommen. Vereinzelte Fälle können sich in einer rechtlichen Grauzone befinden.
 Beispiele ähnlicher Namen und Verpackungen:
- Nutella – Nutoka (Aldi),
- Kaffee Hag – Kaffee Zaun (Koffeinfreier Kaffee, Migros),
- La vache qui rit – Weichkäse mit einem Bild der lachenden Kuh (Aldi),
- Persil – Tandil (Waschmittel, Aldi).